# فرانک نیوهبریدز
فرانک نیوهبریدز (به انگلیسی: New Hebrides franc) یکای پول رایج در کشور هبرید جدید است. مسئولیت کنترل این واحد پولی برعهدهٔ Institut d'émission d'Outre-Mer (IEOM) قرار دارد.